# Écoute (singolo)
Écoute è un singolo della cantante rumena Alexandra Stan, pubblicato il 9 marzo 2016 ed estratto dall'album Alesta. Il brano è stato realizzato con la collaborazione del gruppo Havana.

## Tracce
- Download digitale

1. Écoute (featuring Havana) – 3:16

## Classifiche
| Classifica (2016) | Posizione massima |
| ----------------- | ----------------- |
| Turchia           | 40                |